# Свалёв
Свалёв, также пишется как Свалёф (швед. Svalöv) — город в Швеции, центр коммуны Свалёв региона Сконе. В 2010 году население составляло 3633 человека, в 2018 — 4021 человек. Город находится в 35 километрах к северу от Мальмё.

## История
Свалёв был основан в качестве станции железнодорожного сообщества Мальмё-Биллесхольм, открытой в 1886 году. Железная дорога была национализирована в 1896 году и стала частью государственной железной дороги западного побережья. В 1886 году на территории парка Хьялмара Нильссона была начаты работы по селекции растений и сегодня выращиванием и переработкой растений в этом районе занимается компания Lantmännen Lantbruk.

## Образование
В Свалёве находится гимназия (основана в 1899 году), в которой сейчас обучаются 650 человек и работает 150 сотрудников, и Фридхемская народная школа, одна из старейших народных школ Швеции, которая также является школой-интернатом для 190 учеников и вместе с гимназией представляет большой образовательный комплекс в Свалёве. В числе известных учеников Фридхемской школы Мари Фредрикссон, Лив Стрёмквист, Ида Линде.
В Свалёве 1910—1911 годах был растениевод, генетик-селекционер Сергей Иванович Жегалов в академической командировке на передовой на тот момент станции Шведской семенной ассоциации.

## Достопримечательности
На юге города расположена кирпичная церковь Фелестадс, построенная около 1200 года. Была перестроена в 1870-х годах. Принадлежит к приходу Лундской епархии. В церкви есть орган, построенный в 1961 году.